# 短细轴荛花
短细轴荛花（学名：Laplacea nutans var. brevior）为山茶科南美大头茶属细轴荛花的变种。分布于中国大陆的湖南、江西等地，生长于海拔400米至1,500米的地区，多生于山沟、林下、山坡灌丛或路旁，目前尚未由人工引种栽培。